# ジョグジャカルタ国際空港
ジョグジャカルタ国際空港 (ジョグジャカルタこくさいくうこう、インドネシア語: Bandar Udara Internasional Yogyakarta, 英語: Yogyakarta International Airport) は、
インドネシアのジョグジャカルタ特別州クロンプロゴ県にある国際空港。
同州内にはアジスチプト国際空港があるが、設備が老朽化し、また市街地にあるため拡張が困難であることから、2016年より新空港が建設された。
2019年5月6日、部分的に供用を開始した。全工程の完工は2020年7月を目指している。

## 就航路線
| 航空会社                   | 就航地                                                                                |
| -------------------------- | ------------------------------------------------------------------------------------- |
| ガルーダ・インドネシア航空 | 国内線 : ジャカルタ/CGK、デンパサール                                                 |
| シティリンク               | 国内線 : ジャカルタ/CGK、ジャカルタ/ハリム、バリクパパン、プカンバル                  |
| ライオン・エア             | 国内線 : バリクパパン、バンジャルマシン、デンパサール、マカッサル、メダン、プカンバル |
| スーパー・エア・ジェット   | 国内線 : バリクパパン、バタム、ロンボク、パレンバン、ポンティアナック、サマリンダ     |
| バティック・エア           | 国内線 : ジャカルタ/CGK、ジャカルタ/ハリム                                            |
| インドネシア・エアアジア   | 国内線 : デンパサール 国際線 : シンガポール                                           |
| トランスヌサ               | 国内線 : ジャカルタ/CGK                                                               |
| ペリタ・エア               | 国内線 : ジャカルタ/CGK                                                               |
| エアアジア                 | 国際線 : クアラルンプール                                                             |
| スクート                   | 国際線 : シンガポール                                                                 |

2024年6月現在

## 空港アクセス
- バス : Damri ジョグジャカルタ市内[5][6]、マゲラン、ボロブドゥール遺跡方面
- ワゴン : Satelqu
- 鉄道：ジョグジャカルタ駅へのアクセス鉄道が運行されている。